# Hôtel Estienne de la Rivière
L'hôtel Estienne de la Rivière est un hôtel particulier situé à Limoges dans le département de la Haute-Vienne en région Nouvelle-Aquitaine.

## Historique
Les façades et les toitures du corps de logis ; le décor intérieur du corps de logis (la grande salle au rez-de-chaussée, la grande salle, le salon et la chambre au premier étage) ; les façades et les toitures du pavillon d'entrée ; la grille d'entrée sont inscrits au titre des monuments historiques par arrêté du 15 avril 1988.